# Actor Finney's Finish
Actor Finney's Finish è un cortometraggio muto del 1914 diretto da E. Mason Hopper.

## Produzione
Il film fu prodotto dalla Essanay Film Manufacturing Company.

## Distribuzione
Distribuito dalla General Film Company, il film - un cortometraggio di una bobina - uscì nelle sale cinematografiche USA il 20 maggio 1914.